# Hollandiet

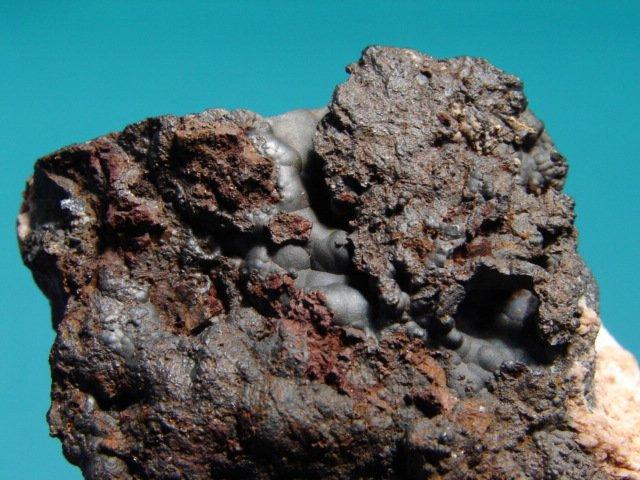
Hollandiet

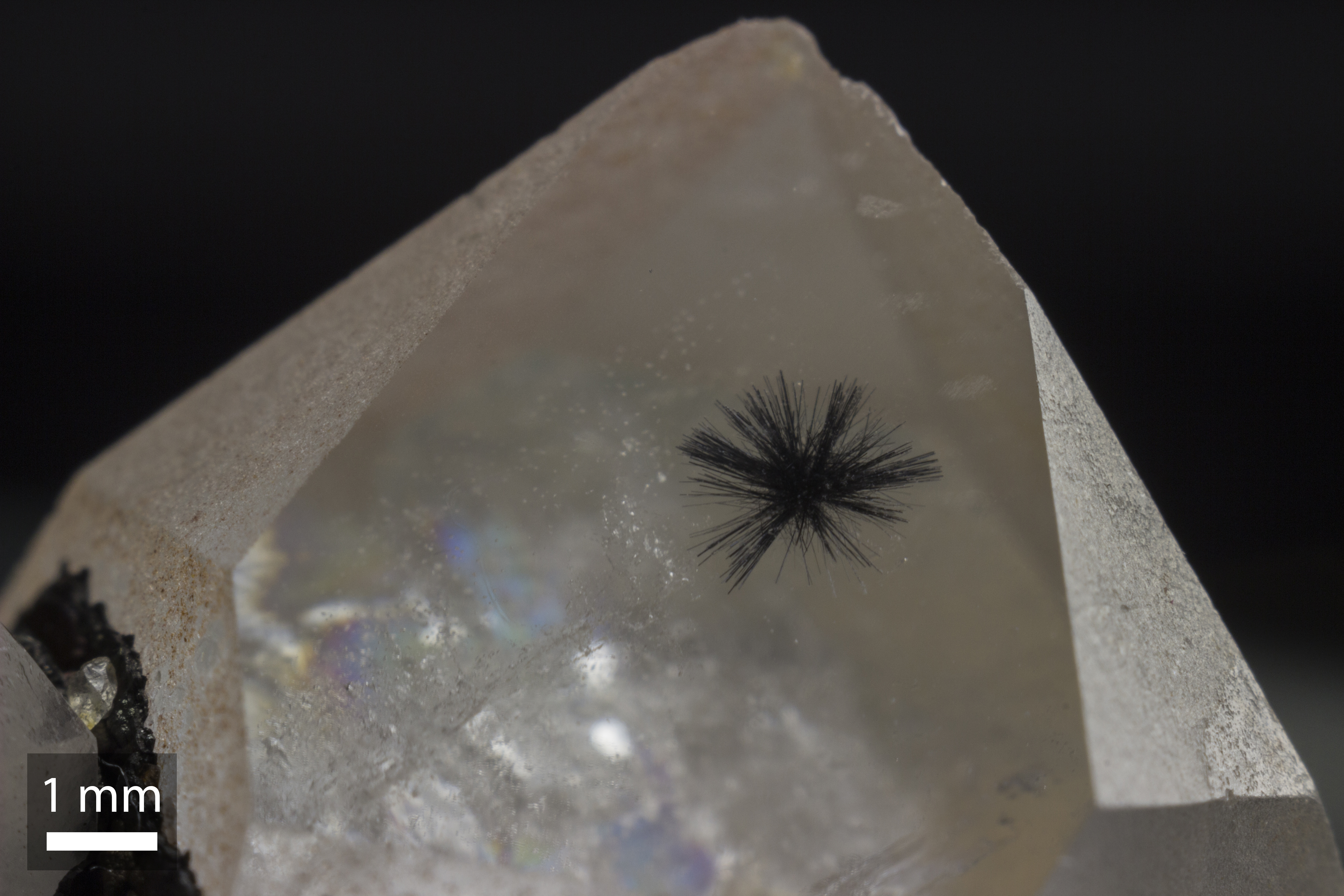
Hollandiet in kwarts

Het mineraal hollandiet is een barium-mangaan-oxide met de chemische formule Ba(Mn4+,Mn2+)8O16.

## Eigenschappen
Het opake zilvergrijs tot zwarte hollandiet heeft een zwarte streepkleur en een goede splijting. Het mineraal heeft een doffe glans en een monoklien kristalstelsel. De gemiddelde dichtheid is 4,84 en de hardheid is 4 tot 6. Hollandiet is niet radioactief en zwak pleochroïsch.

## Naamgeving
Hollandiet is genoemd naar de directeur van het Indiase geologisch instituut, Thomas Henry Holland (1868-1947).

## Voorkomen
Het mineraal hollandiet komt vooral voor in geologische vindplaatsen met mangaan-erts-aders die contactmetamorfose hebben ondergaan. De typelocatie voor hollandiet is in de centrale provincies van India.